# كول تيرنر
كول تيرنر Cole Turner هو شخصية خيالية من مسلسل المسحورات ابتكرها براد كيرن، ظهر في المواسم من الثالث إلى الخامس، وبعدها ظهر في الموسم السابع كضيف. ومثل دوره جوليان مكماهون.